# Tabbouleh

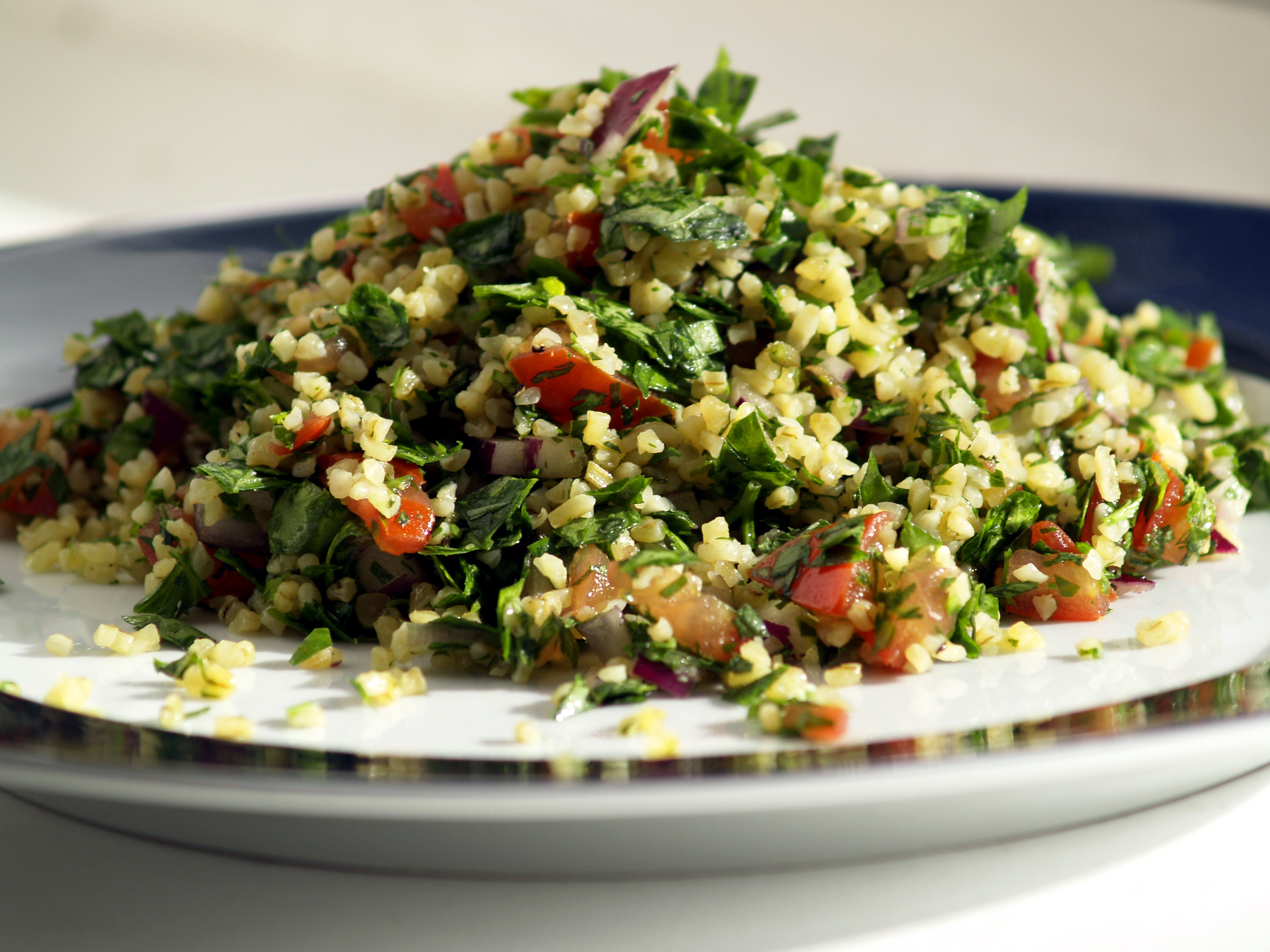

Tabbouleh (arab. تبولة, wymowa: "tabule"; ang. tabbouleh lub tabouleh) – charakterystyczna dla kuchni libańskiej odmiana sałatki warzywnej z pomidorów i bulguru z dodatkiem cebuli, czosnku, ogórka i czerwonej papryki. Smak i aromat sałatki tabbouleh wzbogacony jest miętą, cytryną i natką pietruszki, ewentualnie także orzeszkami piniowymi. Zamiast kaszy bulgur można użyć tej samej ilości ziarna kuskus. Potrawa ta jest elementem kuchni arabskiej, nazywana bywa też sałatką libańską.

## Składniki i ich przykładowe proporcje
- 1/4 kg kuskus (lub bulgur)
- 1/4 kg pomidorów
- 1 cebula (ewentualnie ze szczypiorkiem)
- 1/4 ogórka
- 1/2 czerwonej papryki
- 4 łyżki posiekanej natki pietruszki
- 3 łyżki posiekanej mięty
- 4 łyżki soku z cytryny
- 4 łyżki oliwy
- 2 ząbki czosnku
- można dodać jeszcze 2 łyżki kolendry, 2 łyżki orzeszków piniowych, a także jedno lub dwa jajka na twardo
- sól i pieprz

## Przygotowanie
Kuskus należy wsypać do miski i po zalaniu wrzątkiem odstawić na kilka lub kilkanaście minut (uwaga: kuskus mocno pęcznieje i zwiększa objętość, miska musi być dostatecznie duża). Potem wodę należy odsączyć a samą kaszę umieścić w misce.
Natkę pietruszki, liście mięty i ewentualnie szczypiorek drobno posiekać (można też dodać teraz orzeszki piniowe i posiekaną świeżą kolendrę), wymieszać wszystko z kaszą i drobno pokrojonymi pomidorami, ogórkiem, cebulą i czerwoną papryką (teraz też można dodać ugotowane wcześniej i drobno pokrojone jajka). W osobnym naczyniu wymieszać ze sobą sok z cytryny, oliwę, sól i pieprz oraz rozgniecione ząbki czosnku, dodać do miski z kaszą i warzywami, dokładnie wymieszać.
Alternatywnym sposobem przygotowania jest wsypanie suchego kuskusu do miski z przygotowanymi warzywami i ziołami, a następnie odstawić całość przykrytą np. talerzem na min. 30 minut. Dzięki temu kuskus wchłonie soki z warzyw, przejdzie ich smakiem i stanie się aromatyczny.
Sałatka nadaje się do spożycia zaraz po przygotowaniu, może służyć jako dodatek do mięsa z grilla. Sałatkę tę podaje się w sposób klasyczny, m.in. w Libanie i Syrii, w miskach wyłożonych liśćmi sałaty rzymskiej, udekorowaną ćwiartkami limonki.